# Londonderry (circonscription de l'Assemblée d'Irlande du Nord)
Pour les articles homonymes, voir Londonderry (homonymie).
Londonderry était une circonscription de l'Assemblée d'Irlande du Nord.
Le siège a été utilisé pour la première fois pour une élection réservée à l'Irlande du Nord pour l'Assemblée d' Irlande du Nord en 1973. Des membres ont ensuite été élus dans la circonscription à la Convention constitutionnelle de 1975, à l'Assemblée de 1982. Après la dissolution de l'Assemblée en 1986, la circonscription n'a plus été utilisée, sa zone étant représentée par des parties de East Londonderry, Foyle et Mid Ulster.
Il partageait généralement des limites avec la circonscription du Parlement britannique de Londonderry, mais les limites des deux circonscriptions étaient légèrement différentes de 1983 à 1986, car les limites de l'Assemblée n'avaient pas rattrapé les changements de limites parlementaires.
Pour plus de détails sur l'histoire et les limites de la circonscription, voir Londonderry (circonscription du Parlement britannique).

## Membres

### Convention constitutionnelle d'Irlande du Nord (1975) et Assemblée d'Irlande du Nord (1973, 1982)
En 1982, des élections ont eu lieu pour une Assemblée pour l'Irlande du Nord afin de demander des comptes au secrétaire d'État, dans l'espoir que ce serait la première étape vers le rétablissement de la décentralisation. Les sept membres élus de la circonscription de Londonderry étaient :
| Élection | MLA (parti) | MLA (parti)                   | MLA (parti)         | MLA (parti)      | MLA (parti)      | MLA (parti)       | MLA (parti) | MLA (parti)           | MLA (parti)            | MLA (parti)       | MLA (parti) | MLA (parti)          | MLA (parti) | MLA (parti)           |
| -------- | ----------- | ----------------------------- | ------------------- | ---------------- | ---------------- | ----------------- | ----------- | --------------------- | ---------------------- | ----------------- | ----------- | -------------------- | ----------- | --------------------- |
| 1973     |             | Michael Canavan (SDLP)        |                     | John Hume (SDLP) |                  | Hugh Logue (SDLP) |             | William Douglas (UUP) |                        | Sheena Conn (UUP) |             | Leslie Morrell (UUP) |             | Glenn Barr (Vanguard) |
| 1975     |             | Michael Canavan (SDLP)        | James McClure (DUP) | John Hume (SDLP) |                  | Hugh Logue (SDLP) |             | William Douglas (UUP) |                        | Sheena Conn (UUP) |             |                      |             | Glenn Barr (Vanguard) |
| 1982     |             | Martin McGuinness (Sinn Féin) | James McClure (DUP) | John Hume (SDLP) | Jack Allen (UUP) | Hugh Logue (SDLP) |             | William Douglas (UUP) | Gregory Campbell (DUP) |                   |             |                      |             |                       |

Note: Les colonnes de ce tableau sont utilisées uniquement à des fins de présentation et aucune importance ne doit être attachée à l'ordre des colonnes. Pour plus de détails sur l'ordre dans lequel les sièges ont été remportés à chaque élection, voir les résultats détaillés de cette élection.

## Élections

### Élection à l'Assemblée de 1982
| Parti | Parti                            | Candidat          | %      | Comptage | Comptage | Comptage | Comptage | Comptage | Comptage | Comptage | Comptage | Comptage | Comptage | Comptage | Comptage | Comptage |
| Parti | Parti                            | Candidat          | %      | 1        | 2        | 3        | 4        | 5        | 6        | 7        | 8        | 9        | 10       | 11       | 12       | 13       |
| --- | -------------------------------- | ----------------- | ------ | -------- | -------- | -------- | -------- | -------- | -------- | -------- | -------- | -------- | -------- | -------- | -------- | -------- |
| | SDLP                             | John Hume         | 19.05% | 12,282   |          |          |          |          |          |          |          |          |          |          |          |          |
| | Sinn Féin                        | Martin McGuinness | 12.73% | 8,207    |          |          |          |          |          |          |          |          |          |          |          |          |
| | Ulster Unionist                  | Jack Allen        | 9.47%  | 6,107    | 6,110.15 | 6,111.15 | 6,113.15 | 6,148.5  | 6,148.82 | 6,350.82 | 6,408.82 | 6,979.82 | 9,356.82 |          |          |          |
| | DUP                              | James McClure     | 10.64% | 6,857    | 6,860.85 | 6,863.85 | 6,871.2  | 6,875.2  | 6,875.84 | 7,060.84 | 7,876.84 | 7,991.97 | 8,826.97 |          |          |          |
| | Ulster Unionist                  | William Douglas   | 7.80%  | 5,031    | 5,032.75 | 5,034.75 | 5,039.1  | 5,046.1  | 5,046.58 | 5,754.58 | 6,299.58 | 6,487.66 | 8,051.01 | 9,243.99 |          |          |
| | SDLP                             | Hugh Logue        | 7.49%  | 4,828    | 6,960.9  | 7,076.45 | 7,349.85 | 7,414.2  | 7,490.28 | 7,496.36 | 7,500.44 | 7,986.45 | 8,005.45 | 8,008.4  | 8,013.71 |          |
| | DUP                              | Gregory Campbell  | 8.23%  | 5,305    | 5,306.05 | 5,306.05 | 5,311.05 | 5,327.05 | 5,328.01 | 5,337.01 | 5,763.36 | 5,801.36 | 5,889.36 | 5,980.81 | 6,540.13 | 6,945.13 |
| | SDLP                             | Pat Devine        | 4.92%  | 3,169    | 5,028.2  | 5,114.55 | 5,413.2  | 5,528.1  | 5,583.94 | 5,588.94 | 5,589.72 | 5,967.65 | 5,977.35 | 5,977.94 | 5,985.02 | 5,986.02 |
| | Ulster Unionist                  | Paul Baxter       | 5.84%  | 3,766    | 3,768.8  | 3,769.15 | 3,772.15 | 3,787.15 | 3,787.63 | 4,482.63 | 4,501.63 | 5,149.98 |          |          |          |          |
| | Alliance                         | Bill Matthews     | 3.58%  | 2,309    | 2,348.2  | 2,352.9  | 2,450.7  | 3,620.15 | 3,623.51 | 3,641.51 | 3,650.51 |          |          |          |          |          |
| | DUP                              | William Norris    | 2.91%  | 1,876    | 1,877.05 | 1,880.05 | 1,883.05 | 1,885.05 | 1,886.17 | 1,896.17 |          |          |          |          |          |          |
| | Ulster Unionist                  | Thomas Fleming    | 2.86%  | 1,841    | 1,841    | 1,841.7  | 1,843.7  | 1,848.7  | 1,848.94 |          |          |          |          |          |          |          |
| | Alliance                         | Ita Breen         | 2.10%  | 1,354    | 1,396.35 | 1,402.05 | 1,532.35 |          |          |          |          |          |          |          |          |          |
| | Parti des travailleurs d'Irlande | Eamon Melaugh     | 1.51%  | 974      | 1,046.1  | 1,121.55 |          |          |          |          |          |          |          |          |          |          |
| | Sinn Féin                        | Cathal Crumley    | 0.86%  | 556      | 606.4    |          |          |          |          |          |          |          |          |          |          |          |
| Électorat : 100,198 Valide : 64,462 (64.33%) Non valide : 1,663 Quota : 8,058 Participation : 66,125 (65.99%) |                                  |                   |        |          |          |          |          |          |          |          |          |          |          |          |          |          |

### 1975 Convention constitutionnelle
| Parti | Parti             | Candidat         | %      | Comptage | Comptage | Comptage | Comptage | Comptage | Comptage | Comptage | Comptage | Comptage | Comptage | Comptage  | Comptage |
| Parti | Parti             | Candidat         | %      | 1        | 2        | 3        | 4        | 5        | 6        | 7        | 8        | 9        | 10       | 11        | 12       |
| --- | ----------------- | ---------------- | ------ | -------- | -------- | -------- | -------- | -------- | -------- | -------- | -------- | -------- | -------- | --------- | -------- |
| | SDLP              | John Hume        | 19.14% | 11,941   |          |          |          |          |          |          |          |          |          |           |          |
| | Ulster Unionist   | Sheena Conn      | 14.08% | 8,789    |          |          |          |          |          |          |          |          |          |           |          |
| | Vanguard          | Glenn Barr       | 12.63% | 7,883    |          |          |          |          |          |          |          |          |          |           |          |
| | SDLP              | Hugh Logue       | 10.67% | 6,661    | 8,445.3  |          |          |          |          |          |          |          |          |           |          |
| | Ulster Unionist   | William Douglas  | 7.91%  | 4,939    | 4,940.05 | 5,680.02 | 5,680.15 | 5,694.37 | 5,714.66 | 5,727.42 | 5,762.72 | 6,342.39 | 7,048.74 | 10,301.74 |          |
| | SDLP              | Michael Canavan  | 7.37%  | 4,600    | 6,661.5  | 6,661.72 | 7,229.56 | 7,239.26 | 7,622.12 | 7,622.29 | 7,715.16 | 7,718.65 | 7,760.68 | 7,767.25  | 7,779.25 |
| | DUP               | James McClure    | 5.51%  | 3,436    | 3,437.75 | 3,462.94 | 3,463.33 | 3,468.33 | 3,483.68 | 3,493.64 | 3,523.3  | 4,589.3  | 4,766.22 | 5,305.67  | 7,509.67 |
| | Alliance          | Ivor Canavan     | 4.63%  | 2,889    | 3,026.2  | 3,030.05 | 3,057.22 | 3,060.09 | 3,235.79 | 3,236.98 | 4,775.28 | 4,808.06 | 5,780.59 | 5,883.57  | 6,079.57 |
| | Ulster Unionist   | John Williamson  | 4.98%  | 3,105    | 3,105    | 3,240.85 | 3,240.98 | 3,241.33 | 3,257.44 | 3,259.93 | 3,297.9  | 3,510.84 | 4,186.89 |           |          |
| | Unionist Party NI | Leslie Morrell   | 4.05%  | 2,529    | 2,532.5  | 2,549.77 | 2,551.46 | 2,553.57 | 2,579.38 | 2,580.37 | 2,786.57 | 2,921.1  |          |           |          |
| | Vanguard          | Randall Crawford | 3.24%  | 2,021    | 2,022.05 | 2,056.15 | 2,056.15 | 2,057.37 | 2,099.7  | 2,149.47 | 2,183.99 |          |          |           |          |
| | Alliance          | Bill Matthews    | 3.03%  | 1,889    | 1,914.2  | 1,919.15 | 1,936.7  | 1,942.75 | 2,059.33 | 2,059.89 |          |          |          |           |          |
| | Republican Clubs  | Liam Gallagher   | 1.24%  | 773      | 809.75   | 809.75   | 818.2    | 845.68   |          |          |          |          |          |           |          |
| | Republican Clubs  | Patrick Kealey   | 0.76%  | 473      | 511.5    | 511.61   | 523.05   | 523.05   |          |          |          |          |          |           |          |
| | NI Labour         | Alan Carr        | 0.53%  | 328      | 334.3    | 335.51   | 338.37   | 339.5    |          |          |          |          |          |           |          |
| | Republican Clubs  | Cahal Newcombe   | 0.23%  | 146      | 151.25   | 152.13   | 157.72   |          |          |          |          |          |          |           |          |
| Électorat : 92,003 Valide : 62,402 (67.83%) Non valide : 1,784 Quota : 7,801 Participation : 64,186 (69.77%) |                   |                  |        |          |          |          |          |          |          |          |          |          |          |           |          |

### Élection à l'Assemblée de 1973
| Parti | Parti           | Candidat        | %      | Comptage | Comptage | Comptage | Comptage | Comptage | Comptage | Comptage | Comptage | Comptage | Comptage | Comptage |
| Parti | Parti           | Candidat        | %      | 1        | 2        | 3        | 4        | 5        | 6        | 7        | 8        | 9        | 10       | 11       |
| --- | --------------- | --------------- | ------ | -------- | -------- | -------- | -------- | -------- | -------- | -------- | -------- | -------- | -------- | -------- |
| | SDLP            | John Hume       | 18.95% | 12,596   |          |          |          |          |          |          |          |          |          |          |
| | Ulster Unionist | Leslie Morrell  | 14.57% | 9,685    |          |          |          |          |          |          |          |          |          |          |
| | SDLP            | Hugh Logue      | 10.88% | 7,230    | 8,767.82 |          |          |          |          |          |          |          |          |          |
| | Ulster Unionist | William Douglas | 12.41% | 8,245    | 8,245.68 | 8,865.8  |          |          |          |          |          |          |          |          |
| | Vanguard        | Glenn Barr      | 9.80%  | 6,511    | 6,512.46 | 6,540.5  | 6,552.02 | 6,562.3  | 6,562.4  | 6,930.6  | 6,951.9  | 8,567.9  |          |          |
| | SDLP            | Michael Canavan | 5.49%  | 3,647    | 5,964.1  | 5,965.08 | 5,965.2  | 6,031.6  | 6,415.5  | 6,416.54 | 6,450.46 | 6,457.72 | 6,612.98 | 8,647.98 |
| | Ulster Unionist | Sheena Conn     | 9.86%  | 6,550    | 6,552.38 | 7,080.54 | 7,560.5  | 7,603.96 | 7,604.16 | 7,677.28 | 7,736.26 | 8,027.08 | 8,078.06 | 8,096.24 |
| | Alliance        | Brian Brown     | 3.69%  | 2,454    | 2,483.58 | 2,515.92 | 2,519.52 | 2,615.08 | 2,619.48 | 2,626.14 | 3,285.44 | 3.302.54 | 5,457.62 | 5,711.66 |
| | Nationalist     | Eddie McAteer   | 5.59%  | 3,712    | 3,988.08 | 3,989.06 | 3,989.42 | 4,018.38 | 4.061.18 | 4,061.52 | 4,080.46 | 4,083.56 | 4,157.54 |          |
| | Alliance        | Edward McIvor   | 3.01%  | 2,001    | 2,062.88 | 2,076.46 | 2,077.06 | 2,148.78 | 2,160.58 | 2,163.14 | 2,523.74 | 2,538.44 |          |          |
| | Vanguard        | Thomas Hagan    | 2.06%  | 1,371    | 1,373.04 | 1,401.6  | 1,410.36 | 1,416.5  | 1,416.8  | 1,992.28 | 2,009.18 |          |          |          |
| | Alliance        | John Hamill     | 1.64%  | 1,093    | 1,113.4  | 1,150.92 | 1,154.4  | 1,205.12 | 1,207.02 | 1,213.82 |          |          |          |          |
| | Vanguard        | Jackson Taggart | 1.52%  | 1,008    | 1,008.34 | 1,039.56 | 1,047.12 | 1,049.4  | 1,049.4  |          |          |          |          |          |
| | NI Labour       | Grace Stevenson | 0.54%  | 360      | 367.14   | 375.54   | 376.14   |          |          |          |          |          |          |          |
| Électorat : 89,849 Valide : 66,463 (73.97%) Non valide : 1,698 Quota : 8,308 Participation : 68,161 (75.86%) |                 |                 |        |          |          |          |          |          |          |          |          |          |          |          |